# Borotín (okres Blansko)
Obec Borotín (německy Borotin) se nachází v okrese Blansko v Jihomoravském kraji. Leží v oblasti Malé Hané v Boskovické brázdě. Žije zde 422 obyvatel. Osadou Borotína je Dvořiště (německy Friedenthal), dříve česky Frýdntál.

## Historie
První písemná zmínka o obci pochází z roku 1365, kdy byl jeho majitelem jistý Budek z Borotína. Název obce je odvozen od vlastního jména Borota, což byl zřejmě dvůr nebo statek. Později byla obec v držení Albrechta z Boskovic, potom náležela Černčickým z Kacova, Jindřichu hraběti z Thurnu atd. 

## Pamětihodnosti
- Arboretum Borotín
- Zámek Borotín
- Kostel Povýšení svatého Kříže
- Socha svatého Jana Nepomuckého

## Galerie

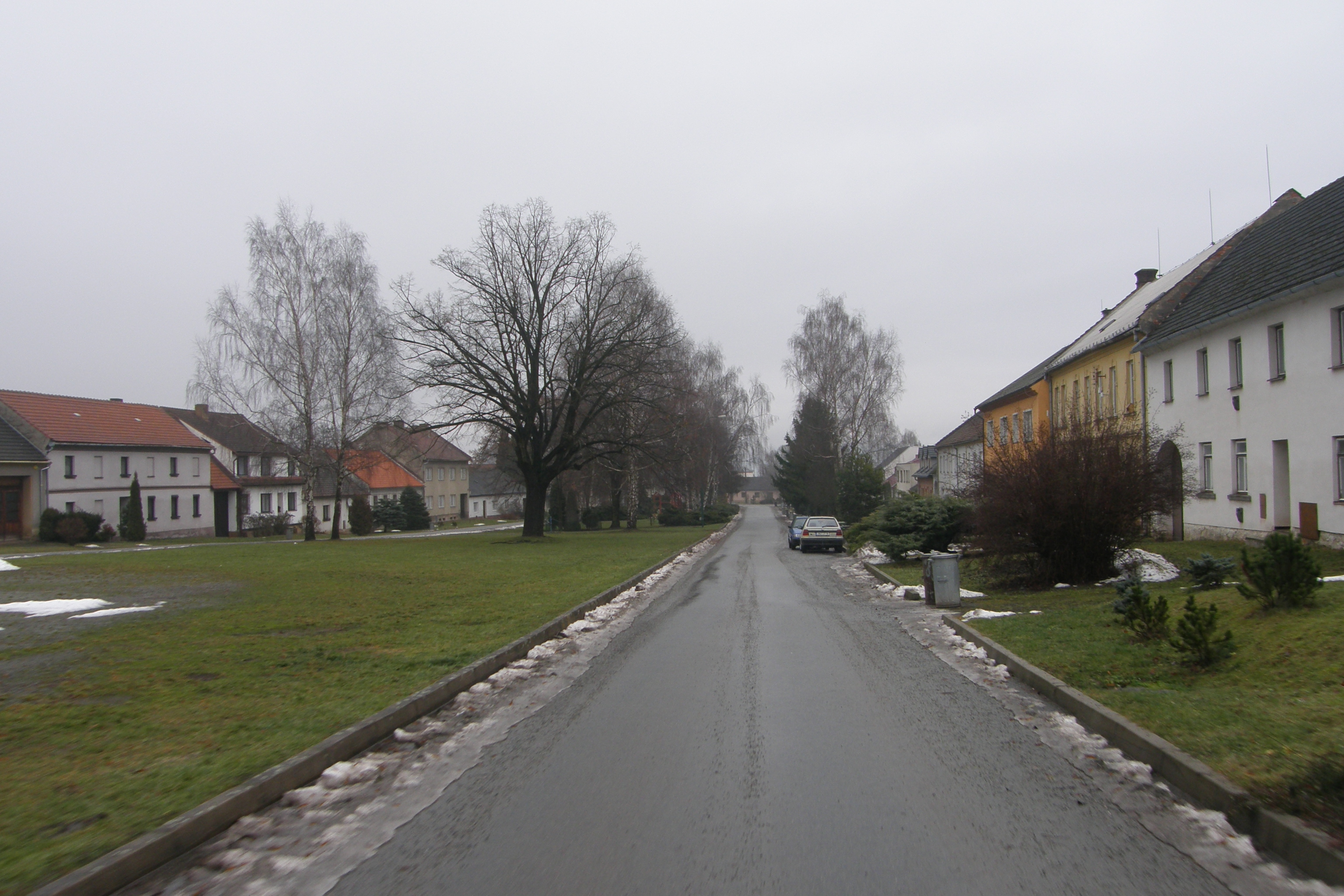
Náves
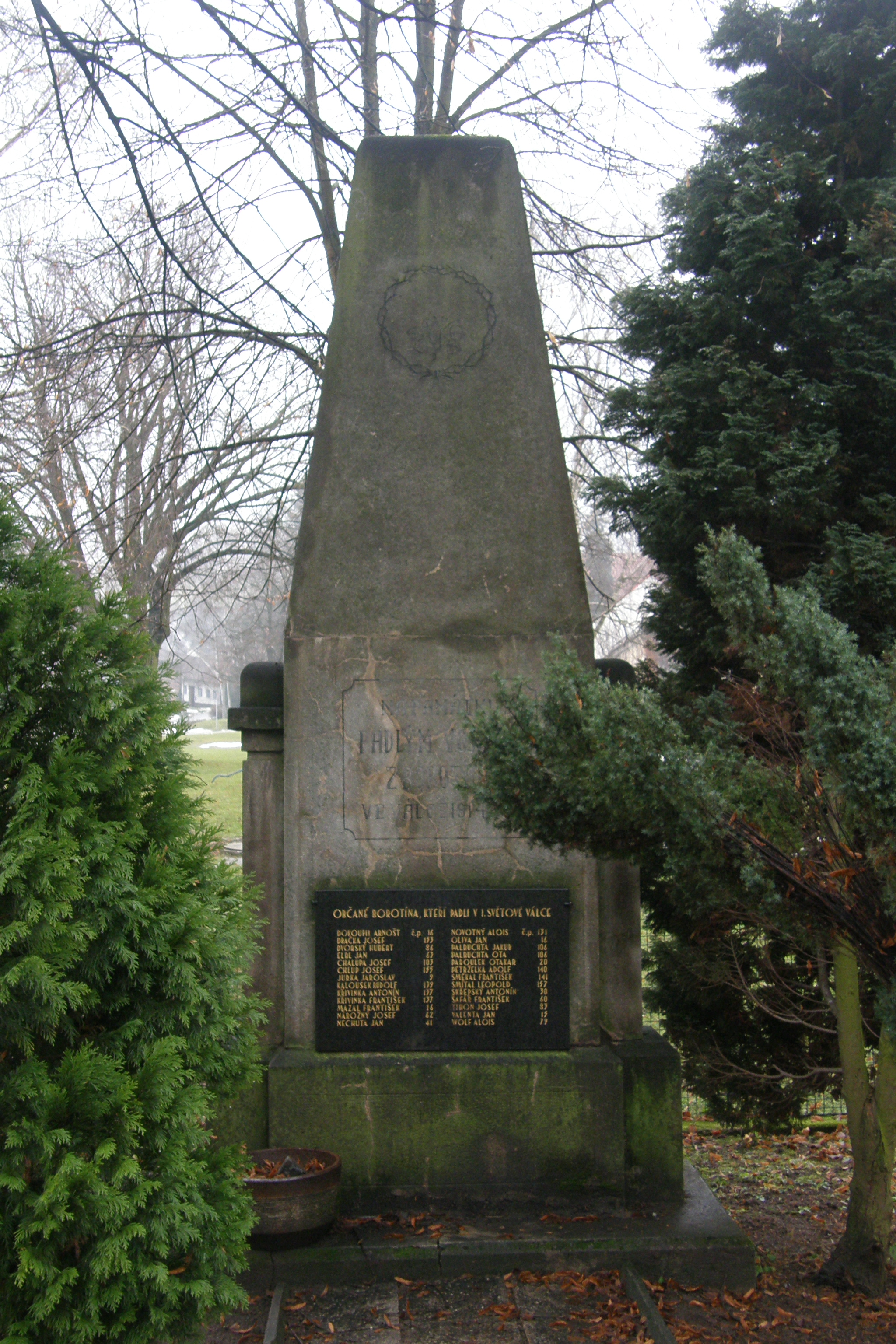
Pomník padlým v první světové válce
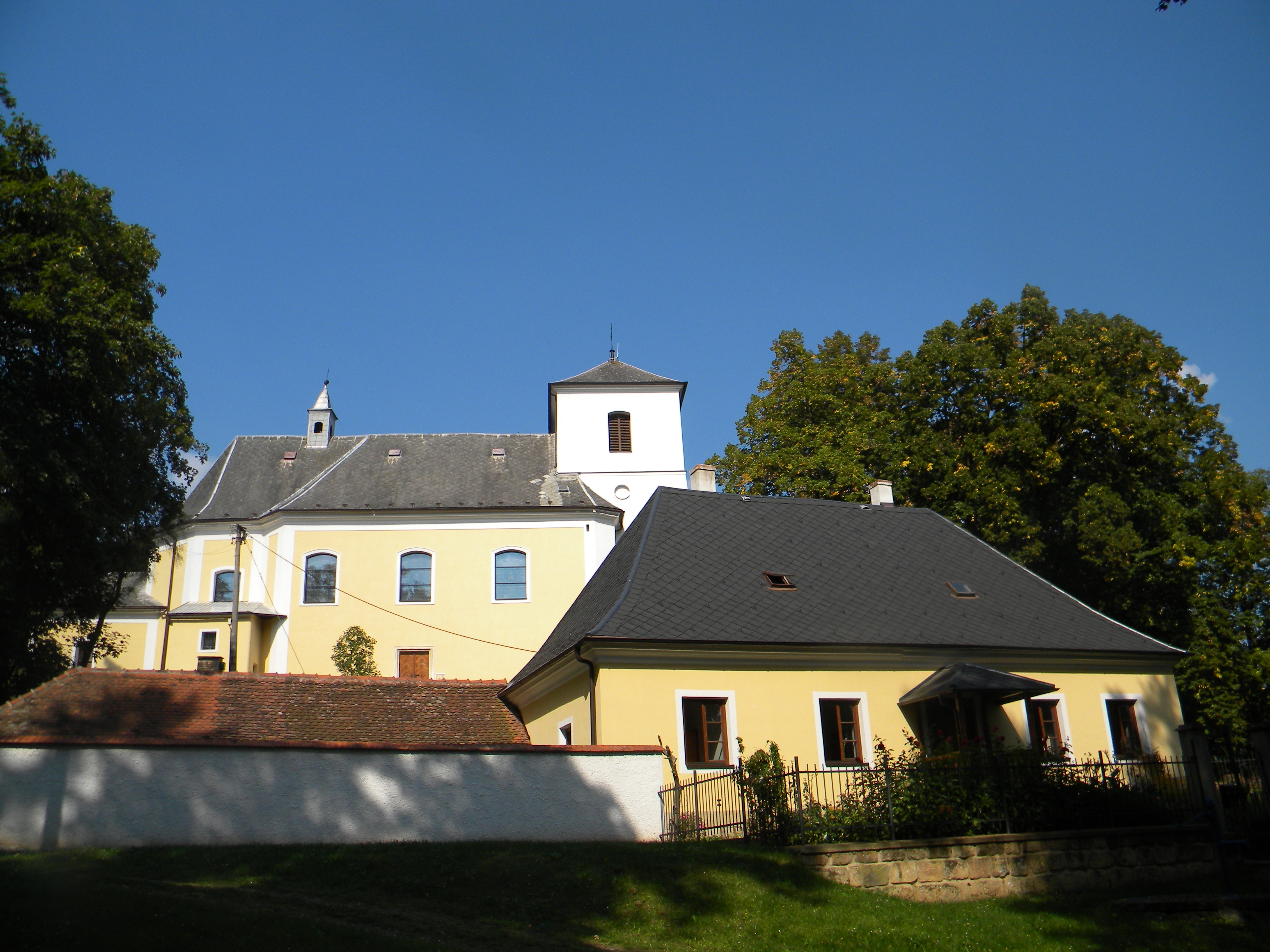
Fara a kostel Povýšení svatého Kříže
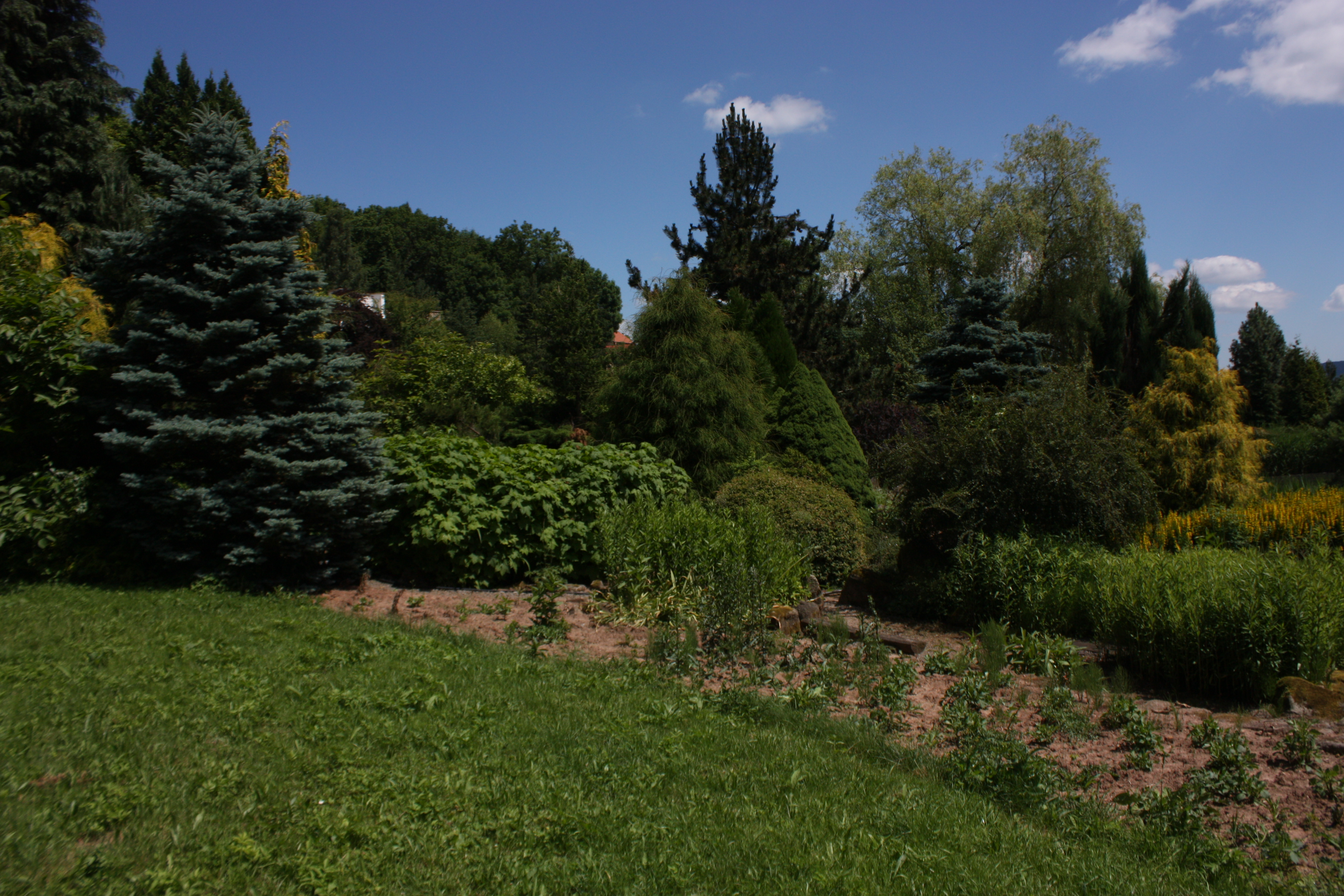
Arboretum Borotín